# Ceratina pacifica
Ceratina pacifica är en biart som beskrevs av H. S. Smith 1907. Ceratina pacifica ingår i släktet märgbin, och familjen långtungebin. Inga underarter finns listade i Catalogue of Life.